# Goryphus bituberculatus
Goryphus bituberculatus är en stekelart som först beskrevs av Szepligeti 1910.  Goryphus bituberculatus ingår i släktet Goryphus och familjen brokparasitsteklar. Inga underarter finns listade i Catalogue of Life.